# Sub Piatră
Sub Piatră – wieś w Rumunii, w okręgu Alba, w gminie Sălciua. W 2011 roku liczyła 140 mieszkańców.